# Cafenea publică (conversație)

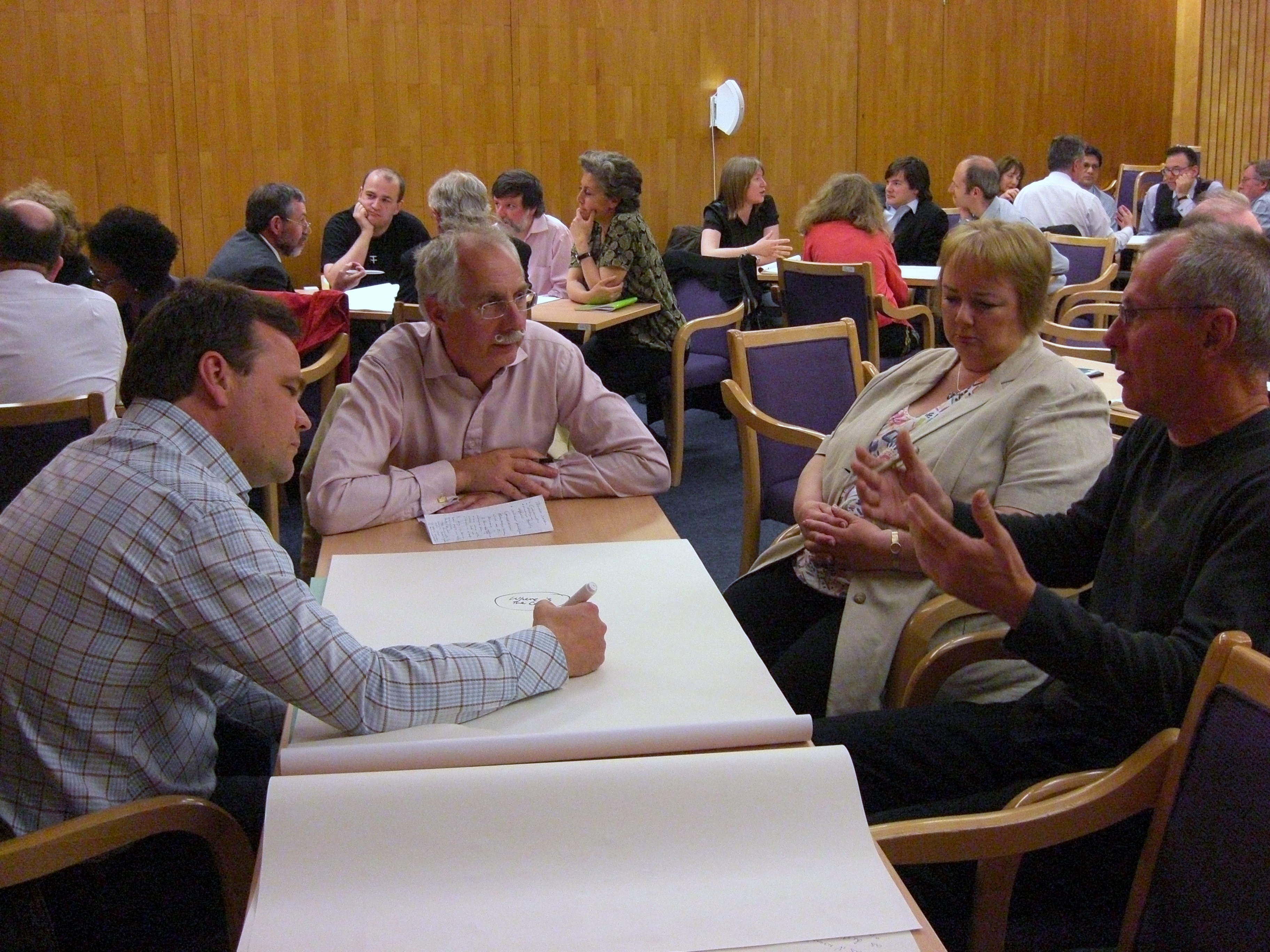
Conversație în grup mic la Cafeneaua publică Gurteen

O cafenea publică  (în engl. World Café) este un proces conversațional structurat în care grupuri de oameni discută un subiect la mai multe mese mici, cum ar fi cele dintr-o cafenea. Poate fi păstrat un anumit grad de formalitate pentru a vă asigura că toată lumea are șansa de a vorbi.  Deși întrebările predefinite au fost convenite la început, rezultatele sau soluțiile nu sunt stabilite în prealabil. Procesul pleacă de la presupunerea că o conversație de grup poate schimba concepțiile oamenilor și poate încuraja acțiunea colectivă. O cafenea publică se poate organiza cu cel puțin doisprezece participanți, dar nu există o limită superioară.